# Вишневский, Борис Лазаревич
Бори́с Ла́заревич Вишне́вский (род. 15 октября 1955, Ленинград) — российский политический, общественный и государственный деятель, политолог, журналист, публицист, оппозиционер, математик, специалист по теории управления. Руководитель фракции «Яблоко» в Законодательном собрании Санкт-Петербурга с 22 сентября 2016 года по 19 сентября 2021 года.
В прошлом — депутат Московского райсовета Санкт-Петербурга (1990—1993), председатель постоянной комиссии по вопросам самоуправления. Обозреватель «Новой газеты» (с 2001), лауреат премии Союза журналистов «Золотое перо России». Преподаёт в Свободном университете.

## Происхождение. Семья
Родители — Римма Борисовна Вишневская (1930—2019, была преподавателем Радиотехнического техникума) и Лазарь Абелевич Кролик (1930—2016, главный инженер проекта института «ВНИПИЭнергопром», занимался проектированием тепловых электростанций, в частности, руководил проектированием Магаданской ТЭЦ). Подростками пережили блокаду Ленинграда.
Жена — Виктория Владимировна Работнова, журналист. 
Имеет двоих сыновей.

## Научная и преподавательская деятельность
Окончил ЛЭТИ имени В. И. Ульянова (Ленина) (с 1992 года Санкт-Петербургский государственный электротехнический университет «ЛЭТИ» имени В. И. Ульянова (Ленина)) по специальности «Теория управления» (1978), в 1978—1990 годах работал в ЦНПО «Ленинец». Занимался математическим моделированием, обработкой информации, управлением сложными системами. Кандидат технических наук (1988, тема диссертации засекречена, но касается обработки информации для самолётов), автор более 100 научных трудов и шести изобретений.
В 1998 году окончил Московскую школу политических исследований. В 2002 году получил второе высшее образование — окончил Санкт-Петербургский институт управления и экономики по специальности «Государственное и муниципальное управление».
- В 1996—2003 годах — эксперт Государственной Думы.
- В 1999—2000 годах — директор политических программ фонда «ЭПИЦентр-Санкт-Петербург».
- В 2008—2012 годах — доцент кафедры журналистики Института телевидения, бизнеса и дизайна.
- с 2013 года — профессор кафедры политологии РГПУ имени А. И. Герцена.

Автор научных публикаций по политологии, исследованиям избирательного процесса, местному самоуправлению, организации государственной власти.

## Политическая и общественная деятельность
- С 1988 года — активный участник демократического движения в Ленинграде. Участвовал в работе клуба «Перестройка», был членом Ленинградского народного фронта, движения «Демократическая Россия»[3].
- В 1990—1993 годах — депутат Московского райсовета Санкт-Петербурга, председатель постоянной комиссии по вопросам самоуправления, член президиума райсовета[3].
- В 1995—2007 годах работал помощником председателя Законодательного Собрания Санкт-Петербурга, советником первого вице-губернатора Санкт-Петербурга Игоря Артемьева, руководителем группы экспертов фракции «Яблоко» (затем — «Демократической фракции») в Законодательном собрании, главным помощником депутата Законодательного собрания Михаила Амосова[источник не указан 902 дня].

В 2006—2011 годах активно участвовал в успешной кампании по борьбе против строительства в Санкт-Петербурге башни «Газпрома», написав более 150 статей против стройки.
Член Международного общества прав человека. Член Санкт-Петербургского центра «Стратегия». Член Международного ПЕН-клуба. Член Всероссийского общества охраны памятников истории и культуры.
4 декабря 2011 года избран депутатом Законодательного собрания Санкт-Петербурга от партии «Яблоко». До выборов в Законодательное собрание Борис Вишневский, так же как и Григорий Явлинский, вместе со своими коллегами по партии подписали «договор» с горожанами. В нём был пункт о том, что в случае прохода в Законодательное собрание фракция в полном составе откажется от служебных автомобилей. Фракция слово сдержала. Эта мера сэкономила для городского бюджета 900 000 рублей в месяц.
В 2014 году добился увольнения Главы комитета по молодёжной политике Санкт-Петербурга Александра Пархоменко из-за того, что тот вышел на парад 9 мая с портретом Иосифа Сталина.
В 2014 году осудил аннексию Крыма Россией, назвав её незаконной, и подписал соответствующее обращение. 13 декабря 2014 года на заседании федерального совета партии «Яблоко» Вишневский выступил за безусловное возвращение Украине Крыма, сказав:
Крым не наш. Это ворованное. Ворованное должно быть возвращено. Безо всякого объяснения причин, почему это сделать сложно и нельзя. Представьте, у России какая-нибудь говорящая по-китайски «Самооборона Приморья» забрала бы Владивосток, ссылаясь на «мнение населения». Либеральный подход должен быть и в том и в другом случае: вернуть аннексированное. Что касается мнения «наших граждан», то мы должны понимать, что суд учитывает мнение не тех, кто украл, а тех, у кого украли.
В 2014 года написал обращение в прокуратуру с жалобой на Андраника Миграняна, обвинив его в публичном восхвалении нацистов.
В 2017 году выступал против передачи властями Санкт-Петербурга Исаакиевского собора в управление РПЦ.
В 2018 году раскритиковал идею сноса СКК «Петербургский», выступая за сохранение исторического облика. В дальнейшем, на протяжении полутора лет поддерживал идею городских активистов о сохранении данного спортивного комплекса и признании его региональным памятником архитектуры. Отправлял депутатские запросы и выступал на городских обсуждениях по поводу реконструкции или сноса комплекса вплоть до его обрушения 31 января 2020 года.
В 2019 году заявил о намерении баллотироваться на пост губернатора Санкт-Петербурга от партии «Яблоко» на предстоявших 8 сентября 2019 года выборах и начал сбор подписей муниципальных депутатов для выдвижения. Однако не был в итоге допущен, так как не собрал достаточное количество подписей для регистрации.
31 января 2020 года сразу после сноса СКК «Петербургский» осудил действия подрядчика «СКА-Арена», повлёкшие также смерть человека. В феврале 2020 потребовал расторгнуть концессионное соглашение города с подрядчиком и призвал восстановить внешний вид комплекса.
В марте 2020 года совместно с депутатами Законодательного собрания Санкт-Петербурга Мариной Шишкиной и Надеждой Тихоновой подал иск против КГИОП по поводу сохранения археологического наследия Охтинского мыса.
29 марта 2024 года Министерством юстиции России внесён в список физических лиц — «иностранных агентов».
30 октября 2024 года сложил депутатский мандат.

## Двойники Бориса Вишневского
Конкуренты Бориса Лазаревича на выборах в Законодательное собрание 2021 года, Виктор Иванович Быков и Алексей Геннадьевич Шмелёв, были кандидатами-спойлерами. Они сменили имена и фамилии: один из них стал Борисом Ивановичем Вишневским, а другой — Борисом Геннадьевичем Вишневским. На фотографиях, которые они подали в избирательную комиссию, были изображены с прической, бородой и усами как у Бориса Лазаревича. Также они изменили внешность: оба отрастили бороду, а у Бориса Ивановича ранее не было залысин, при этом, возможно, что в избирательную комиссию были поданы скорректированные фотографии.
7 сентября городская избирательная комиссия Санкт-Петербурга отклонила жалобы Бориса Лазаревича на то, что в бюллетенях не указываются прежние имена и фамилии кандидатов Бориса Ивановича и Бориса Геннадьевича. Глава ЦИК Элла Памфилова назвала происходящее «позорищем» и пообещала предложить поправки в закон после выборов, хотя у ЦИК нет таких полномочий.

## Партийная деятельность
С 1994 года — член Региональной партии Центра (РПЦ), в 1995 году вошедшей в «Яблоко» в качестве Санкт-Петербургского регионального отделения.
С 1998 года — член Политсовета петербургского отделения РПЦ-ЯБЛОКО, в 2001—2002 годах — заместитель председателя РПЦ-ЯБЛОКО по идеологии. В 2000—2001 годах — член Центрального Совета Объединения «ЯБЛОКО», с декабря 2001 года — член Бюро Федерального Совета партии «ЯБЛОКО», с 2004 года — член Бюро партии «ЯБЛОКО». Один из авторов программы партии.
20 декабря 2015 года на XVIII съезде партии «Яблоко» избран членом Федерального политического комитета.
15 декабря 2019 года на XXI съезде партии «Яблоко» избран заместителем председателя партии.
Участвовал во всех избирательных кампаниях 1989—2011 годов. В 1999, 2003, 2011, 2016 и 2021 годах баллотировался в Государственную Думу по списку «Яблока».
9 декабря 2021 года Вишневский выступил на дистанционном заседании членов бюро партии Яблоко с докладом, на основании которого из Яблока были исключены три члена партии (за «травлю» Александра Кобринского в связи с опровергнутыми несколькими днями ранее судом обвинениями последнего в сексуальных домогательствах, поддержку «Умного голосования», поддержку Михаила Амосова, а также подписание открытых писем с критикой руководства).

## Журналистская деятельность
Публикуется с 1990 года. Член Союза журналистов России, автор более 6 тысяч статей в российских и петербургских СМИ. Автор шести книг: «„ЯБЛОКО“ в Петербурге» (1999), «Российская элита» (2000, в соавторстве с Викторией Работновой и Олегом Давыдовым), «Аркадий и Борис Стругацкие: двойная звезда» (2003), «К демократии и обратно» (2004), «Бывали хуже времена» (2008), «Башне — нет!» (2011). Автор статьи «Вывихнутые души и затуманенное зрение».

## Награды
- Медаль «В память 300-летия Санкт-Петербурга»
- Лауреат премии Союза журналистов России «За профессиональное мастерство» (2003).
- Лауреат премии Союза журналистов «Золотое перо России» (2010) за публикации о планах строительства башни «Охта-центра» в Петербурге.
- Трижды (2007—2009 годы) награждён дипломами премии имени Андрея Сахарова «За журналистику как поступок».
- Почётный диплом Законодательного Собрания Санкт-Петербурга (2 декабря 2009 года) — за выдающийся вклад в развитие парламентаризма, повышение правовой культуры жителей Санкт-Петербурга и в связи с 15-летием Законодательного Собрания Санкт-Петербурга [32].
- «Хрустальная улитка» от Европейского университета в Санкт-Петербурге (2018 год)[33].
- Диплом «Лучший петербургский политик года» от Молодёжного движения «Весна» (2018 год)[34].
- Лауреат премии Московской Хельсинкской группы за деятельность в защите социальных прав и интересов местных сообществ (2019 год)[35].
- Победитель в номинации «Человек года» премии интернет-издания «Фонтанка.ру» (2021 год)[36].

## Интервью
- Борис Вишневский и Лев Шлосберг: «Отягощённые злом» / Люди мира // ГражданинЪ TV. — 2023. — 10 января.
- Борис Вишневский и Лев Шлосберг: «Делай что должно» / Люди мира // ГражданинЪ TV. — 2024. — 17 апреля.